# Zenon z Elei
Zenon z Elei (stgr. Ζήνων ὁ Ἐλεάτης Zḗnōn ho Eleátēs; ur. ok. 490 p.n.e., zm. ok. 430 p.n.e.) – filozof grecki.
Był uczniem Parmenidesa i należał do szkoły eleatów z Elei. Doskonalił sztukę prowadzenia sporów, którą rozumiał jako wykazywanie na drodze samego zestawiania pojęć prawdy własnej i cudzego fałszu, co w ówczesnych pojęciach było dialektyką i co pozwoliło później Arystotelesowi uznać go za jej twórcę.
Zenon z Elei był wytrawnym polemistą. Znany również ze swoich paradoksów lub dowodów na niemożność istnienia wielości rzeczy i ruchu. Cztery jego dowody o niemożności ruchu znane są pod nazwami: dychotomii, Achillesa, strzały i stadionu.